# Коткий геш
Коткий геш (англ. rolling hash) (також відомий як рекурсивне гешування або котка контрольна сума) — це геш-функція, яка гешує дані у вікні, що рухається уздовж входових даних.
Декілька геш-функцій дозволяють швидке обчислення коткого гешу маючи лише попередній геш і видалене з і до додане до вікна значення. Це подібно до функції рухомого середнього, яку можна обчислити швидше ніж інші низькочастотні фільтри.
Одне з найпомініших застосувань це алгоритм Рабіна — Карпа пошуку підрядка, який використовує геш описаний нижче. Інше поширене застосування це застосунок rsync, який в якості коткого гешу використовує контрольну суму породжену з adler-32. Вузькосмугова мережева файлова система (LBFS) використовує «відбиткі пальців» Рабіна як коткий геш.
Щонайбільше, значення коткого гешу попарно незалежні або сильно універсальні. Наприклад, вони не можуть бути потрійково незалежні.

## Поліномний коткий геш
Алгоритм Рабіна — Карпа часто пояснюють за допомогою функції коткого гешу, яка використовує лише множення і додавання:
{\displaystyle H=c_{1}a^{k-1}+c_{2}a^{k-2}+c_{3}a^{k-3}+...+c_{k}a^{0}},
де {\displaystyle a} це стала величина, а {\displaystyle c_{1},...,c_{k}} це входові символи (але ця функція не є «відбитками пальців» Рабіна).
Щоб не довелось працювати з величезними значеннями {\displaystyle H}, всю математику роблять за модулем {\displaystyle n}. Вибір {\displaystyle a} і {\displaystyle n} критичний для отримання хорошого гешування; дивись лінійний конгруентний метод.
Видаляння і додавання символів потребує просто додавання або віднімання першого або останнього доданку. Зсування всіх символів на одну позицію ліворуч вимагає домноження усієї суми {\displaystyle H} на {\displaystyle a}. Зауважте, що в модульній арифметиці {\displaystyle a} можна обрати так, щоб вона мала множильне обернене {\displaystyle a^{-1}}, на яке можна домножити {\displaystyle H}, щоб отримати ділення не роблячи його насправді.